# Pettyes bolyhosfarkú
A pettyes bolyhosfarkú (Sarothrura lugens) a madarak osztályának darualakúak (Gruiformes) rendjébe, a guvatfélék (Rallidae) családjába tartozó faj.

## Rendszerezése
A fajt Richard Böhm német zoológus írta le 1844-ben, a Crex nembe Crex lugeus néven.

## Alfajai
- Sarothrura lugens lugens (Bohm, 1884)
- Sarothrura lugens lynesi Grant & Mackworth-Praed, 1934[2]

## Előfordulása
Angola, Kamerun, a Kongói Demokratikus Köztársaság, Gabon, Malawi, Ruanda, Tanzánia és Zambia területén honos. Természetes élőhelyei a szubtrópusi és trópusi füves puszták és szavannák, mocsarak környékén.

## Megjelenése
Testhossza 15 centiméter. Feje és a melle piszkos narancssárga, a teste többi része fekete, fehér mintázattal. Laza faroktollakkal rendelkezik.

## Életmódja
Rejtőzködő életmódot folytat, inkább éjszaka keresgéli rovarokból, hangyákból és magvakból álló táplálékát.

## Természetvédelmi helyzete
Az elterjedési területe nagyon nagy, egyedszáma 670-6700 példány közötti és csökken, de még nem éri a kritikus szintet. A Természetvédelmi Világszövetség Vörös listáján nem fenyegetett fajként szerepel.